# Andrena submaura
Andrena submaura là một loài Hymenoptera trong họ Andrenidae. Loài này được Linsley mô tả khoa học năm 1938.